# Бух (Австрія)
Бух (нім. Buch) — містечко та громада округу Брегенц в землі Форарльберг, Австрія.
Бух лежить на висоті  725 над рівнем моря і займає площу  6,15 км². Громада налічує 556 мешканців. 
Густота населення 90/км².  
Громада лежить в районі, який носить назву Брегенцький ліс. Неподалік розкинулося Боденське озеро. Через містечко протікає річка Брезенцер Ах. Населення Форальбергу розмовляє алеманським діалектом німецької мови, а тому ближче до швейцарців, ніж до населення більшої частини Австрії, яке розмовляє баварсько-австрійським діалектом. 
|                              |
| Бух на мапі округу та землі. |

```
Адреса управління громади: Heimen 67, 6960 Buch (Vorarlberg). 
```

## Демографія
Історична динаміка населення міста за даними сайту Statistik Austria